# Marius Dybwad Brandrud
Erik Marius Dybwad Brandrud (* 8. November 1976 in Strömstad, Bohuslän, Schweden) ist ein schwedischer Kameramann, Filmeditor und Filmregisseur.

## Leben
Von 1995 bis 1999 studierte Marius Dybwad Brandrud in Oslo, Stockholm und Gothenburg Philosophie, Psychologie und Kunstgeschichte, worauf er anschließend ab 2001 an der Gothenburg University studierte und 2003 mit einem Bachelor in Fotografie graduierte. Anschließend studierte er an der Valand School of Fine Arts Videokunst, Soundkunst und Digitaltheorie, sodass er erstmals 2006 mit Silent Shout: An Audio Visual Experience einen ersten Kurzfilm produzieren, inszenieren und aufführen konnte.
Für die 2008 erschienene Filmkomödie Involuntary erhielt Brandrud 2009 eine Nominierung als Bester Kameramann beim schwedischen Filmpreis Guldbagge. Den Preis selbst konnte er 2012 für seine Arbeit an Play – Nur ein Spiel? entgegennehmen.

## Filmografie (Auswahl)
Kameramann
- 2006: Silent Shout: An Audio Visual Experience
- 2006: Weekend
- 2008: Involuntary (De ofrivilliga)
- 2011: She’s Blonde Like Me (Dokumentarfilm)
- 2011: Play – Nur ein Spiel? (Play)
- 2011: Hanteras Varsamt
- 2012: She’s Staging It (Dokumentarfilm)
- 2013: Efter Dig (Dokumentarfilm)
- 2017: The Strangest Stranger (Dokumentarfilm)
- 2024: femton noll tre nittonde januari två tusen sexton (Dokumentarfilm)

Filmeditor
- 2006: Silent Shout: An Audio Visual Experience
- 2011: She’s Blonde Like Me (Dokumentarfilm)
- 2013: Efter Dig (Dokumentarfilm)
- 2024: femton noll tre nittonde januari två tusen sexton (Dokumentarfilm)

Filmregisseur
- 2006: Silent Shout: An Audio Visual Experience
- 2013: Efter Dig (Dokumentarfilm)
- 2024: femton noll tre nittonde januari två tusen sexton (Dokumentarfilm)

## Auszeichnungen
Guldbagge
- 2008: Nominierung für die Beste Kamera mit De ofrivilliga
- 2012: Auszeichnung für die Beste Kamera mit Play